# Charles Jongejans
Charles Adriaan Jongejans  (Tanjung Selor, Kalimantan, Indonesië, 30 april 1918 – Amsterdam, 18 juli 1995) was een Nederlands grafisch ontwerper en industrieel ontwerper. 

## Biografie
Hij was zoon van de Haagse Cornelia Jane van Ophuysen en Assendelftenaar Jan Jongejans. Zelf was hij tussen 1944 en 1946 (echtscheiding) getrouwd met toneelspeelster Hendrika Elisabeth van den Broek. In 1947 hertrouwde hij met haar om in 1948 weer te scheiden. Later trouwde hij met Anna Johanna Magdalena (Lea) Thönhauser. Dochter Lorette Jongejans uit het derde huwelijk is enigszins bekend als co-auteur van Marijke Smits C&A, de stille gigant (1989). Ze overleed echter in 1990 op 38-jarige leeftijd.  
Hij genoot zijn vakopleiding van 1936 tot 1940 aan de Haagse Academie van Beeldende Kunsten. Eigenlijk had hij beeldhouwer willen worden. Omdat hij goed kon tekenen en fotograferen, ging hij naar de reclame-afdeling van de Academie. Gerard Kiljan en Paul Schuitema waren daar zijn docenten. 
In de jaren veertig van de 20e eeuw wordt Jongejans de tweede man naast Paul Guermonprez bij het Amsterdamse ontwerpbureau Co-op 2.
Vanaf 1945 is Jongejans als zelfstandig ontwerper werkzaam. Als grafisch ontwerper waren zijn opdrachtgevers onder anderen Ahrend, gemeente Amsterdam, waarvoor hij jaarverslagen en kalenders ontwierp, Goed Wonen, Holland Festival, de Bijenkorf en het Koninklijk Verbond van Grafische Ondernemingen.
Een voorbeeld van Jongejans' werk is zijn eerste boekopdracht, Een eeuw Hoenderloo 1851-1951. 
Van 1948 tot en met 1981 is Jongejans docent letterkennis en typografie aan het Instituut voor Kunstnijverheidsonderwijs te Amsterdam, later de Gerrit Rietveld Academie. Als reactie op veranderingen in de praktijk van de typografische vormgeving start hij begin jaren vijftig een aparte afdeling typografie op. Begin jaren negentig geeft hij enige gastlessen typografie aan de afdeling Grafisch Ontwerpen aan de Hogeschool voor de Kunsten (nu ArtEZ) te Arnhem.
- Bibliothèque nationale de France: cb15641672g (data)
- Biografisch Portaal: 38782717
- Gemeinsame Normdatei: 101325421X
- International Standard Name Identifier: 0000 0001 2144 4880
- Library of Congress Control Number: nb2001040337
- Nationale Bibliotheek van Tsjechië: xx0260845
- Nederlandse Thesaurus van Auteursnamen: 074705504
- RKD-Nederlands Instituut voor Kunstgeschiedenis: 42738
- Système universitaire de documentation: 160141656
- Union List of Artist Names: 500116752
- Virtual International Authority File: 96546705
- WorldCat: E39PBJbxGMV7RTG483D6JgHgrq